# Ортак (Хобдинський район)
Орта́к (каз. Ортақ) — село у складі Хобдинського району Актюбінської області Казахстану. Входить до складу Жарицького сільського округу.
Населення — 36 осіб (2021; 160 у 2009, 260 у 1999, 328 у 1989).